# Oskar-Graemer-Straße 1 (Mönchengladbach)

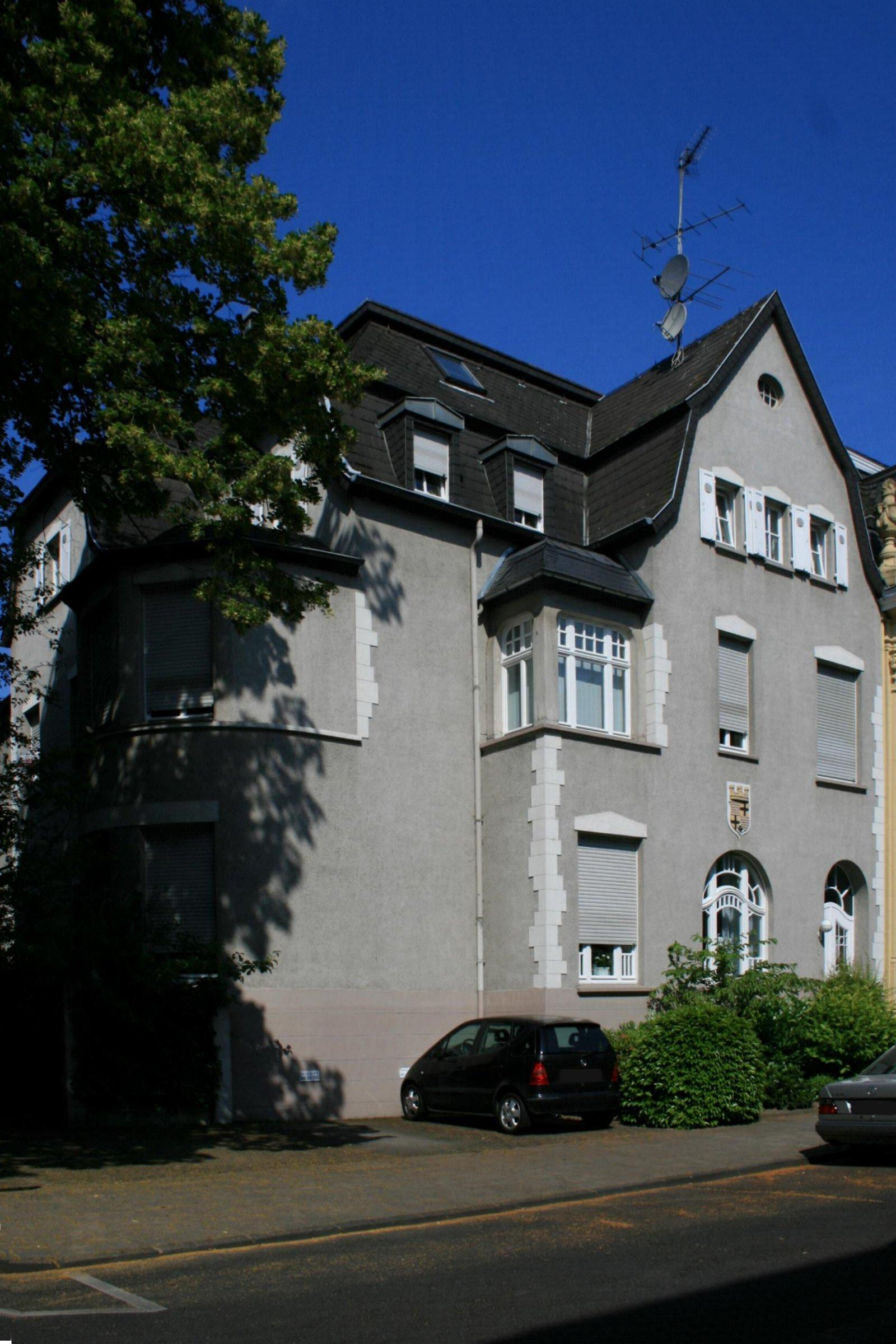
Wohnhaus (2010)

Das Wohngeschäftshaus Oskar-Graemer-Straße 1 steht im Stadtteil Rheydt in Mönchengladbach (Nordrhein-Westfalen).
Das Gebäude wurde 1907/08 erbaut. Es wurde unter Nr. O 005 am 15. Dezember 1987 in die Denkmalliste der Stadt Mönchengladbach eingetragen.

## Architektur
Bei dem Wohnhaus handelt es sich um eine zweigeschossige Halbvilla, die 1907/08 erbaut wurde. Das Objekt wird durch einen stark vorspringenden Seitenrisalit mit aufgesetztem Mansardgiebel betont. Ein Mansarddach schließt das Gebäude ab.